# Semeni vânt, culegi furtună!
Semeni vânt, culegi furtună! (titlu original: The Ice Harvest) este un film de Crăciun american din 2005 regizat de Harold Ramis. În rolurile principale joacă actorii John Cusack, Billy Bob Thornton și Connie Nielsen.

## Prezentare
O lovitură aparent perfectă în Ajunul Crăciunului scapă de sub control.

## Distribuție
- John Cusack ca Charlie Arglist, un avocat mafiot
- Billy Bob Thornton ca Vic Cavanaugh, un gangster, partenerul lui Charlie
- Connie Nielsen ca Renata Crest, un proprietar de club de striptease
- Randy Quaid ca Bill Guerrard, un șef al gangsterilor din Kansas
- Oliver Platt ca Pete Van Heuten, prietenul lui Charlie; căsătorit cu fosta soție a lui Charlie
- Mike Starr ca Roy Gelles, un recuperator în slujba lui Bill Guerrard
- Ned Bellamy ca Sidney, barmanul de la Sweet Cage, clubul de striptease deținut de Renata
- T. J. Jagodowski ca Tyler, un ofițer de poliție
- David Pasquesi ca Williams, consilier, un politician local.